# Nauendorf (Turíngia)
Nauendorf é um município da Alemanha, situado no distrito de Weimarer Land, no estado da Turíngia. Tem 2,38 km² de área, e sua população em 2019 foi estimada em 300 habitantes.